# پایگاه هوایی کاسومیگوارا

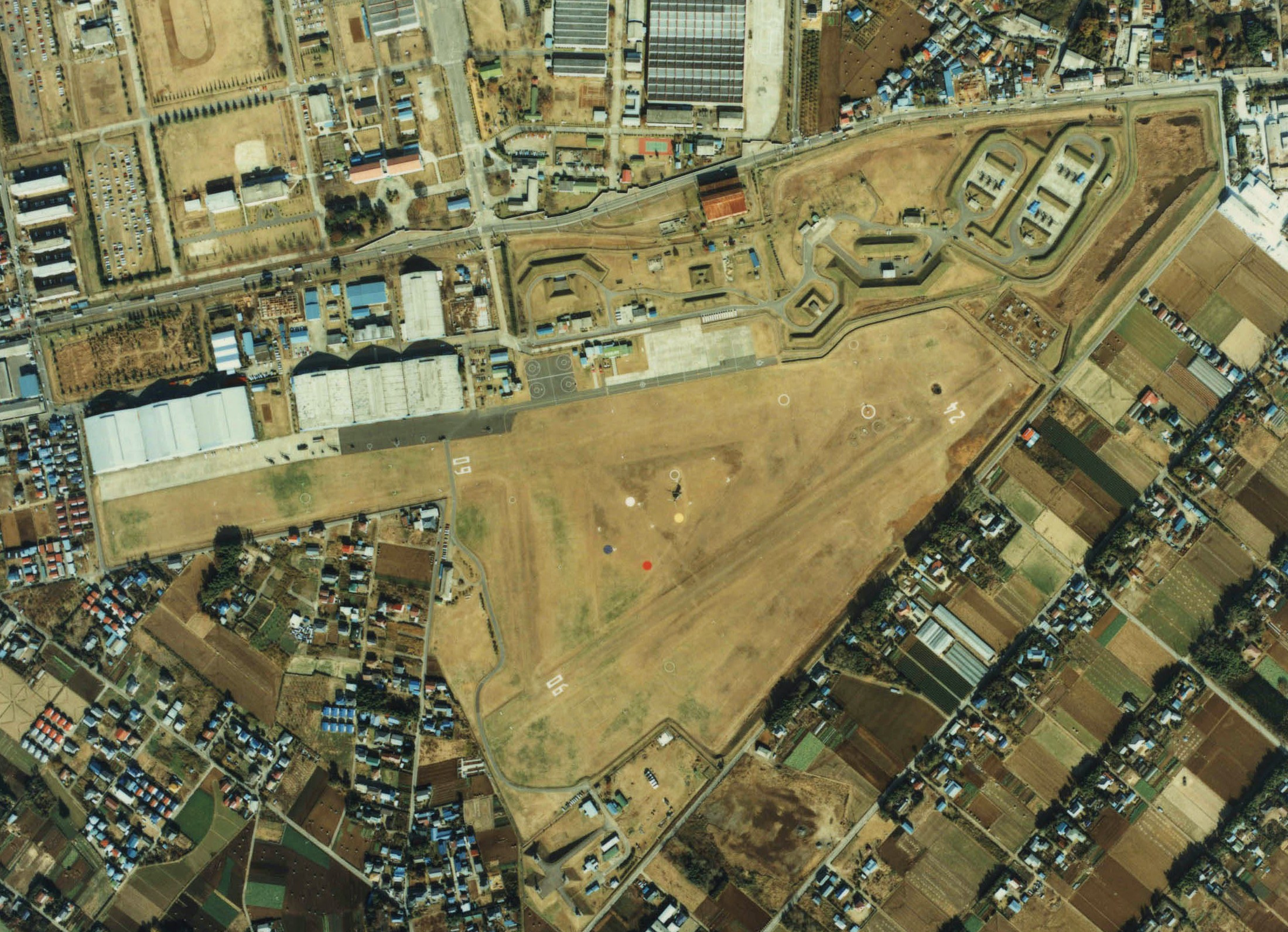
نمای هوایی از این فرودگاه

پایگاه هوایی کاسومیگوارا (به انگلیسی: Kasumigaura Air Field) یک فرودگاه نظامی است . این فرودگاه در شهر کاسومیگائورا کشور ژاپن قرار دارد .